# ФК Болтон вондерерси
ФК Болтон Вондерерс (енгл. Bolton Wanderers F.C.) је енглески професионални фудбалски клуб из Болтонa. Тренутно се такмичи у Лиги 1. Клуб је основан 1874. године, а три године касније преименован у назив који и данас носи. Са још 11 клубова основао је прву фудбалску лигу на свету 1888. године.
Клуб је стациониран у Болтону, граду који административно припада области Шири Манчестер, а географски и историјски Доњем Ланкаширу. Међу највеће ривале убрајају се Виган Атлетик и Бери, као и ланкаширски клубови Блекбурн роверс и Бернли.
Екипа је у сезонама 2005/06 и 2007/08 играла у купу УЕФА. У сезони 2005/06 стигли су до 1/16 финала одакле их је избацио Олимпик Марсеј, а у сезони 2007/08 до 1/8 финала где су испали од Спортинга из Лисабона. Исте сезоне победили су Црвену звезду у Београду са 1-0.

## Успеси
- ФА куп
  - Освајач: 1923, 1926, 1929, 1958.
  - Финале: 1894, 1904, 1953.
  - Полуфинале: 1889, 1896, 1915, 1935, 1946, 2000.

- Енглески Лига куп
  - Финале: 1995, 2004.
  - Полуфинале: 1977, 2000.